# Herrarnas 1 500 meter i short track vid olympiska vinterspelen 2014
Herrarnas 1 500 meter i short track vid olympiska vinterspelen 2014 hölls i anläggningen Iceberg skridskopalats, i Sotji, Ryssland den 10 februari 2014. Tävlingen bestod först av ett antal heat som sedan följdes av semifinaler och till sist en final. Detta kördes under samma dag.

## Medaljörer
| Spel                  | Guld                  | Silver           | Brons            |
| Herrarnas 1 500 meter | Charles Hamelin (CAN) | Han Tianyu (CHN) | Viktor Ahn (RUS) |

## Schema
Alla tider är i (UTC+4).
| Datum       | Tid   | Omgång             |
| ----------- | ----- | ------------------ |
| 10 februari | 13:45 | Kvalificeringsheat |
| 10 februari | 15:04 | Semifinal          |
| 10 februari | 16:05 | Final              |

## Resultat

### Kval
| Pl. | Namn            | Nation         | Tid      |
| --- | --------------- | -------------- | -------- |
| 1   | Jack Whelbourne | Storbritannien | 2.14,091 |
| 2   | Yuri Confortola | Italien        | 2.14,143 |
| 3   | Sjinkie Knegt   | Nederländerna  | 2.14,249 |
| 4   | Robert Seifert  | Tyskland       | 2.16,555 |
| 5   | Roberto Puķītis | Lettland       | 2.30,671 |
| —   | Yuzo Takamido   | Japan          | —        |

| Pl. | Namn              | Nation   | Tid      |
| --- | ----------------- | -------- | -------- |
| 1   | Viktor Ahn        | Ryssland | 2.20,865 |
| 2   | Han Tianyu        | Kina     | 2.20,911 |
| 3   | Park Se-yeong     | Sydkorea | 2.21,087 |
| 4   | Vladislav Bykanov | Israel   | 2.21,163 |
| 5   | Pan-To Barton Lui | Hongkong | 2.22,139 |
| 6   | Viktor Knoch      | Ungern   | 2.47,714 |

| Pl. | Namn             | Nation    | Tid      |
| --- | ---------------- | --------- | -------- |
| 1   | Sin Da-woon      | Sydkorea  | 2.15,530 |
| 2   | J. R. Celski     | USA       | 2.15,675 |
| 3   | Sébastien Lepape | Frankrike | 2.15,806 |
| 4   | Ryosuke Sakazume | Japan     | 2.17,985 |
| 5   | Maksim Siarheyeu | Belarus   | 2.19,505 |
| 6   | Shi Jingnan      | Kina      | 2.51,512 |

| Pl. | Namn               | Nation    | Tid      |
| --- | ------------------ | --------- | -------- |
| 1   | Charles Hamelin    | Kanada    | 2.16,903 |
| 2   | Semjon Jelistratov | Ryssland  | 2.16,904 |
| 3   | Eduardo Alvarez    | USA       | 2.17,532 |
| 4   | Maxime Chataignier | Frankrike | 2.17,938 |
| 5   | Aidar Bekzhanov    | Kazakstan | 2.19,713 |
| 6   | Bence Béres        | Ungern    | 2.20,327 |

| Pl. | Namn               | Nation        | Tid          |
| --- | ------------------ | ------------- | ------------ |
| 1   | Niels Kerstholt    | Nederländerna | 2.13,848, NR |
| 2   | François Hamelin   | Kanada        | 2.13,935     |
| 3   | Thibaut Fauconnet  | Frankrike     | 2.14,054     |
| 4   | Sándor Liu Shaolin | Ungern        | 2.14,055     |
| 5   | Vojtěch Loudín     | Tjeckien      | 2.14,906     |
| 6   | Denis Nikisha      | Kazakstan     | 2.16,452     |

| Pl. | Namn                  | Nation   | Tid      |
| --- | --------------------- | -------- | -------- |
| 1   | Lee Han-bin           | Sydkorea | 2.16,412 |
| 2   | Michael Gilday        | Kanada   | 2.16,468 |
| 3   | Dequan Chen           | Kina     | 2.16,535 |
| 4   | Christopher Creveling | USA      | 2.16,553 |
| 5   | Tommaso Dotti         | Italien  | 2.17,300 |
| 6   | Satoshi Sakashita     | Japan    | 2.18,298 |

#### Semifinaler
Omgång 1
| Pl. | Namn              | Nation        | Tid      |
| --- | ----------------- | ------------- | -------- |
| 1   | Han Tianyu        | Kina          | 2.15,858 |
| 2   | Viktor Ahn        | Ryssland      | 2.16,000 |
| 3   | Park Se-yeong     | Sydkorea      | 2.16,241 |
| 4   | François Hamelin  | Kanada        | 2.16,473 |
| 5   | Roberto Puķītis   | Lettland      | 2.16,961 |
| 6   | Niels Kerstholt   | Nederländerna | 2.17,134 |
| —   | Thibaut Fauconnet | Frankrike     | —        |

Omgång 2
| Pl. | Namn             | Nation    | Tid      |
| --- | ---------------- | --------- | -------- |
| 1   | J. R. Celski     | USA       | 2.21,603 |
| 2   | Dequan Chen      | Kina      | 2.21,697 |
| 3   | Sébastien Lepape | Frankrike | 2.23,995 |
| 4   | Sin Da-woon      | Sydkorea  | 2.52,061 |
| 5   | Lee Han-bin      | Sydkorea  | 3.11,810 |
| —   | Michael Gilday   | Kanada    | —        |

Omgång 3
| Pl. | Namn               | Nation         | Tid      |
| --- | ------------------ | -------------- | -------- |
| 1   | Charles Hamelin    | Kanada         | 2.14,480 |
| 2   | Jack Whelbourne    | Storbritannien | 2.14,635 |
| 3   | Sjinkie Knegt      | Nederländerna  | 2.14,677 |
| 4   | Semjon Jelistratov | Ryssland       | 2.14,783 |
| 5   | Yuri Confortola    | Italien        | 2.19,086 |
| —   | Eduardo Alvarez    | USA            | —        |

### Finaler

#### Final B (kvalomgång)
| Pl. | Namn               | Nation        | Tid      |
| --- | ------------------ | ------------- | -------- |
| 1   | Sébastien Lepape   | Frankrike     | 2.21,483 |
| 2   | François Hamelin   | Kanada        | 2.21,592 |
| 3   | Sin Da-woon        | Sydkorea      | 2.22,066 |
| 4   | Semjon Jelistratov | Ryssland      | 2.24,352 |
| 5   | Sjinkie Knegt      | Nederländerna | 2.39,581 |
| —   | Park Se-yeong      | Sydkorea      | —        |

#### Final A (medaljomgång)
| Pl. | Namn            | Nation         | Tid       |
| --- | --------------- | -------------- | --------- |
| 1   | Charles Hamelin | Kanada         | 2.14,985  |
| 2   | Han Tianyu      | Kina           | 2.15,055  |
| 3   | Viktor Ahn      | Ryssland       | 2.15,062  |
| 4   | J. R. Celski    | USA            | 2.15,624  |
| 5   | Dequan Chen     | Kina           | 2.15,626  |
| 6   | Lee Han-bin     | Sydkorea       | 2.16,466  |
| 7   | Jack Whelbourne | Storbritannien | ingen tid |